# Lars-Erik Moberg
Lars-Erik Moberg (n. 7 august 1957, Katrineholm, Södermanlands län, Suedia) este un caiacist ce a reprezentat Suedia, medaliat olimpic. A participat la 3 ediții ale Jocurilor Olimpice (1980, 1984, 1988) în care a câștigat 3 medalii de argint.